# Cythere nishinipponica
Cythere nishinipponica is een mosselkreeftjessoort uit de familie van de Cytheridae. De wetenschappelijke naam van de soort is voor het eerst geldig gepubliceerd in 1976 door Okubo.